# Camprovín
Camprovín település Spanyolországban, La Rioja autonóm közösségben. Camprovín Badarán, Cárdenas, Nájera, Arenzana de Abajo, Arenzana de Arriba, Castroviejo, Ledesma de la Cogolla és Baños de Río Tobía községekkel határos. Lakosainak száma 159 fő (2024).

## Népesség
A település népessége az elmúlt években az alábbi módon változott:
| Lakosok száma | 203  | 197  | 193  | 189  | 179  | 155  | 148  | 151  | 171  | 159  |
|               | 2001 | 2004 | 2007 | 2009 | 2012 | 2014 | 2017 | 2019 | 2022 | 2024 |